# Somma di Gauss
In matematica, una somma di Gauss è un particolare tipo di somma finita delle radici dell'unità, ad esempio:
{\displaystyle G(\chi ):=G(\chi ,\psi )=\sum \chi (r)\cdot \psi (r)}
dove la somma è sugli elementi r di un anello commutativo finito R, ψ(r) è un omomorfismo di gruppi del gruppo additivo R+ nella circonferenza unitaria, e χ(r) è un omomorfismo di R× (il gruppo degli elementi invertibili di R) nella circonferenza unitaria, esteso alle non unità r, per le quali assume il valore 0. La somma di Gauss è l'analogo per i campi finiti della funzione Gamma. 
Questa funzione è utilissima in teoria dei numeri: ad esempio, nell'equazione funzionale della L di Dirichlet, dove per un carattere χ l'equazione che lega L(s, χ) e L(1 − s, χ*) coinvolge il fattore
{\displaystyle G(\chi )\ /\ |G(\chi )|,}
(χ* è il complesso coniugato di χ).
Gauss originariamente considerò le somme quadratiche di Gauss, con R il campo dei residui modulo un numero primo p, e χ il simbolo di Legendre. Gauss provò che G(χ) = p1/2 oppure  G(χ) = ip1/2 a seconda che p sia congruente a 1 o 3 modulo 4.
Una forma alternativa per la somma di Gauss è:
{\displaystyle \sum e^{\frac {2\pi ir^{2}}{p}}}
Le somme quadratiche di Gauss sono strettamente collegate alla teoria delle funzioni theta.
La teoria generale delle somme di Gauss fu sviluppata agli inizi dell'Ottocento, attraverso l'uso delle somme di Jacobi e la loro scomposizione nei campi ciclotomici. La teoria del periodo di Gauss descrive alcuni casi particolari (l'anello sottostante è il residuo di un anello modulo un intero).
Il valore assoluto delle somme di Gauss si trova, di solito, attraverso l'uso del teorema di Plancherel sui gruppi finiti. Nel caso in cui R è un campo di p elementi e χ è non banale, il valore assoluto è p1/2. La determinazione del valore esatto di una somma di Gauss in forma generale, secondo i risultati di Gauss stesso nel caso quadratico, è un problema complesso. Per alcuni casi consultare la pagina sulla somma di Kummer.

## Link utili
- Teorema di Stickelberger
- Relazione di Hasse-Davenport
- Teorema di Chowla-Mordell

## Testi consigliati
- Ireland and Rosen, A Classical Introduction to Modern Number Theory, Springer-Verlag, 1990, ISBN 0-387-97329-X.
- B. C. Berndt, R. J. Evans, K. S. Williams, Gauss and Jacobi Sums, Wiley, 1998, ISBN 0-471-12807-4.

| Controllo di autorità | LCCN (EN) sh85053560 · GND (DE) 4156109-0 · BNF (FR) cb123927367 (data) · J9U (EN, HE) 987007560462105171 |